# Villa Olmo
Villa Olmo (originariamente detta villa dell'Olmo o palazzo dell'Olmo) è una villa neoclassica di Como, opera dell'architetto Simone Cantoni. L'imponente struttura, voluta dalla famiglia dei marchesi Odescalchi di Fino Mornasco, si presenta oggi come la più rilevante tra le ville del comasco.
Dal 1924 la villa ospita il Centro nazionale Volta, in omaggio all'inventore e cittadino comasco Alessandro Volta (1745-1827).

## Storia

### I marchesi Odescalchi

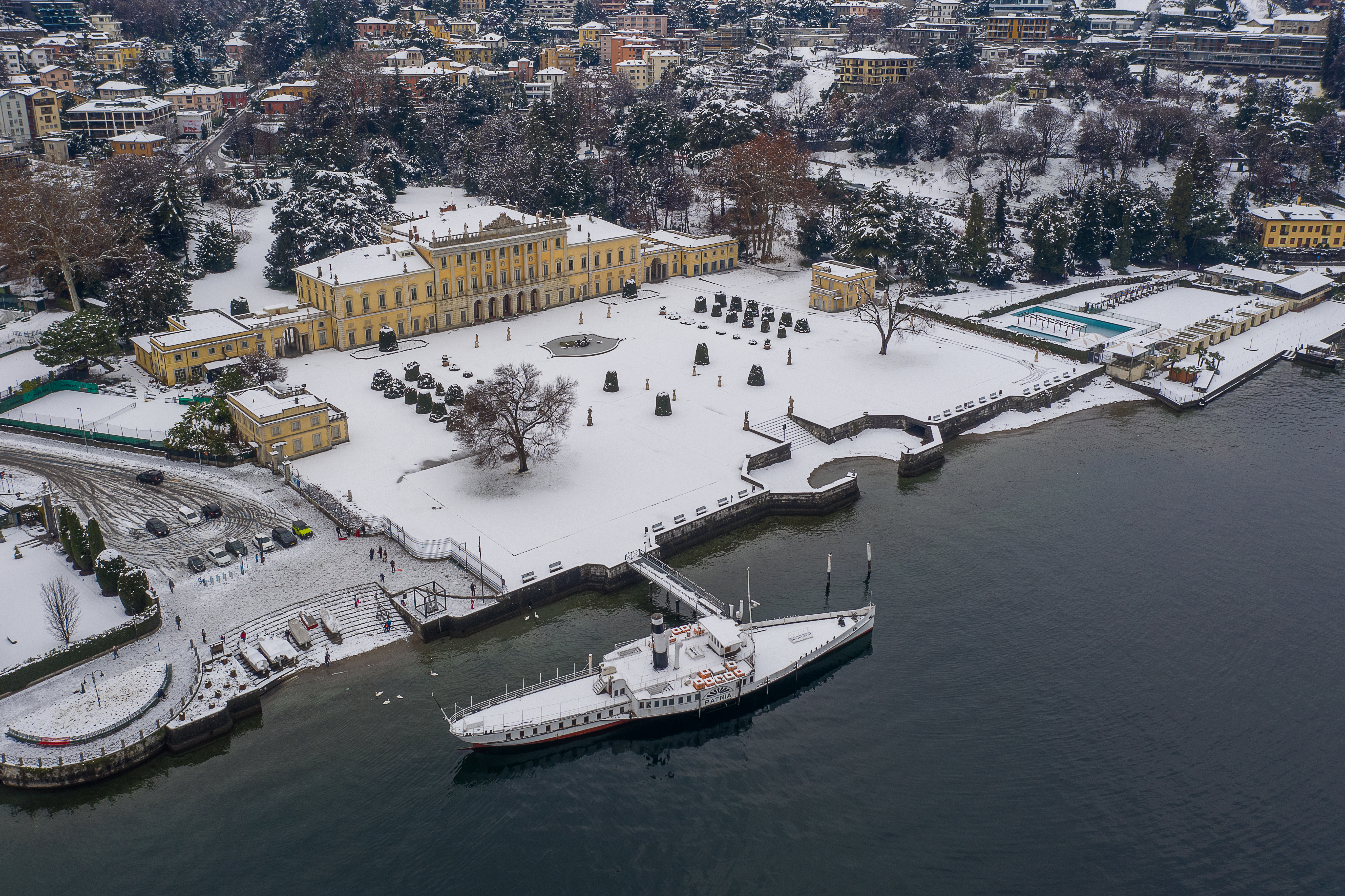
Veduta aerea del complesso

La costruzione della villa venne commissionata nel 1780 da Innocenzo Odescalchi (1754-1824), marchese di Fino Mornasco, appartenente ad un ramo collaterale della celebre famiglia dei principi Odescalchi di Roma, rimasta a Como di dove era originaria. A quel tempo, la tenuta ospitava un complesso di edifici agricoli, costruiti sui resti di un convento medievale appartenuto dapprima agli Umiliati e poi ai religiosi dell'Ordine dei Minimi, i quali durante la peste del 1630 vi avevano allestito un lazzaretto. La proprietà, che copriva una superficie di oltre 65 pertiche, era quindi divenuta possesso della famiglia Odescalchi nel 1664, attraverso una permuta portata avanti da Marco Plinio Odescalchi.
Dopo un primo incarico al ticinese Innocenzo Regazzoni (1738-1811), i lavori, iniziati nel 1782, vennero portati a conclusione dall'architetto neoclassico Simone Cantoni, il quale curò il progetto della villa fino al 1796. L'architetto, originario del paese di Muggio, nella omonima valle presso Mendrisio, era personaggio in vista nella Milano dell'epoca, avendo consolidato una notevole esperienza nella realizzazione, tra l'altro, di Palazzo Serbelloni in Corso di Porta Venezia a Milano nel 1775 e per aver curato la ristrutturazione del Palazzo Ducale di Genova. 
Villa Olmo, costruita sulla riva occidentale del Lago di Como, venne pensata e progettata per essere la residenza estiva per i marchesi e, difatti, l'imponente edificio neoclassico è completato anche da un ampio giardino affacciato sul lago, largamente risistemato dal successivo proprietario, il marchese Raimondi.

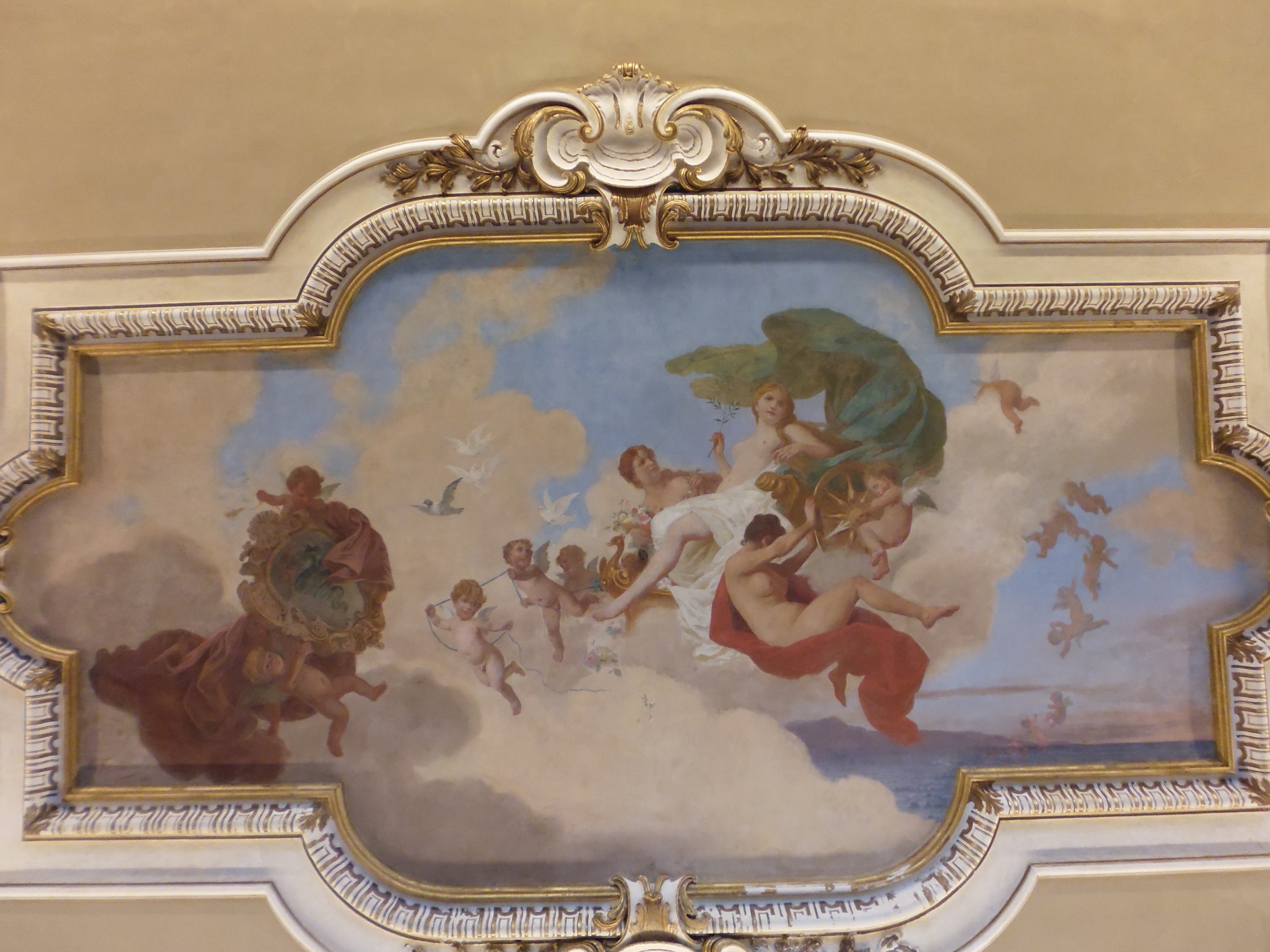
L'affresco di una delle stanze della villa

Il curioso nome della villa gli è stato attribuito per via di un magnifico esemplare di olmo, all'epoca dell'avvio dei lavori già più che centenario, che oggi non esiste più.
I lavori al cantiere per l'edificazione del palazzo vennero avviati nel 1782, sulla base di un nuovo progetto che rielaborava il precedente del Regazzoni. Cantoni chiamò presso di sé i fratelli Domenico Pozzi (autore degli affreschi del salone da ballo), Carlo Luca Pozzi, Giuseppe Pozzi e lo scultore Francesco Carabelli, avvalendosi della loro collaborazione per completare la struttura e progettarne gli ambienti interni. Al Carabelli si devono, oltre alle statue del salone da ballo, i cinque medaglioni sulla facciata, recanti i busti di altrettanti filosofi: Platone, Solone, Talete, Socrate e Pitagora.
Nel 1789 venne terminato il corpo centrale della villa, mentre le ali laterali e le dépendance vennero terminate nel 1797.  Durante i lavori per la realizzazione del palazzo, vennero ritrovati i resti di quella che già Giovanni Battista Giovio sosteneva essere la casa del poeta antico romano Caninio Rufo.
Nel 1797 il marchese Odescalchi si offrì di ospitare nella propria villa il generale Bonaparte con la moglie Giuseppina di Beauharnais. La coppia, in visita a Como, preferì tuttavia alloggiare nella vicina Villa la Rotonda. La sola Josephine fu accolta a Villa Olmo anche nel 1805, durante una seconda visita alla città da parte dell'allora imperatrice. Presso la propria villa, il marchese Odescalchi ospitò, fra gli altri, Ugo Foscolo, nel 1808.
Dopo la fine dei lavori al corpo centrale del complesso, gli Erba Odescalchi avviarono i lavori di decorazione delle stanze interne, affidandoli ad Andrea Appiani che sarà il principale pittore di corte di Napoleone in Italia. All'Appiani è attribuito un affresco realizzato nella sala detta delle nozze, raffigurante lo sposalizio di Marte con una giovane sposa, probabile allegoria della creazione della Repubblica Cisalpina da parte dell'imperatore francese.

### I marchesi Raimondi

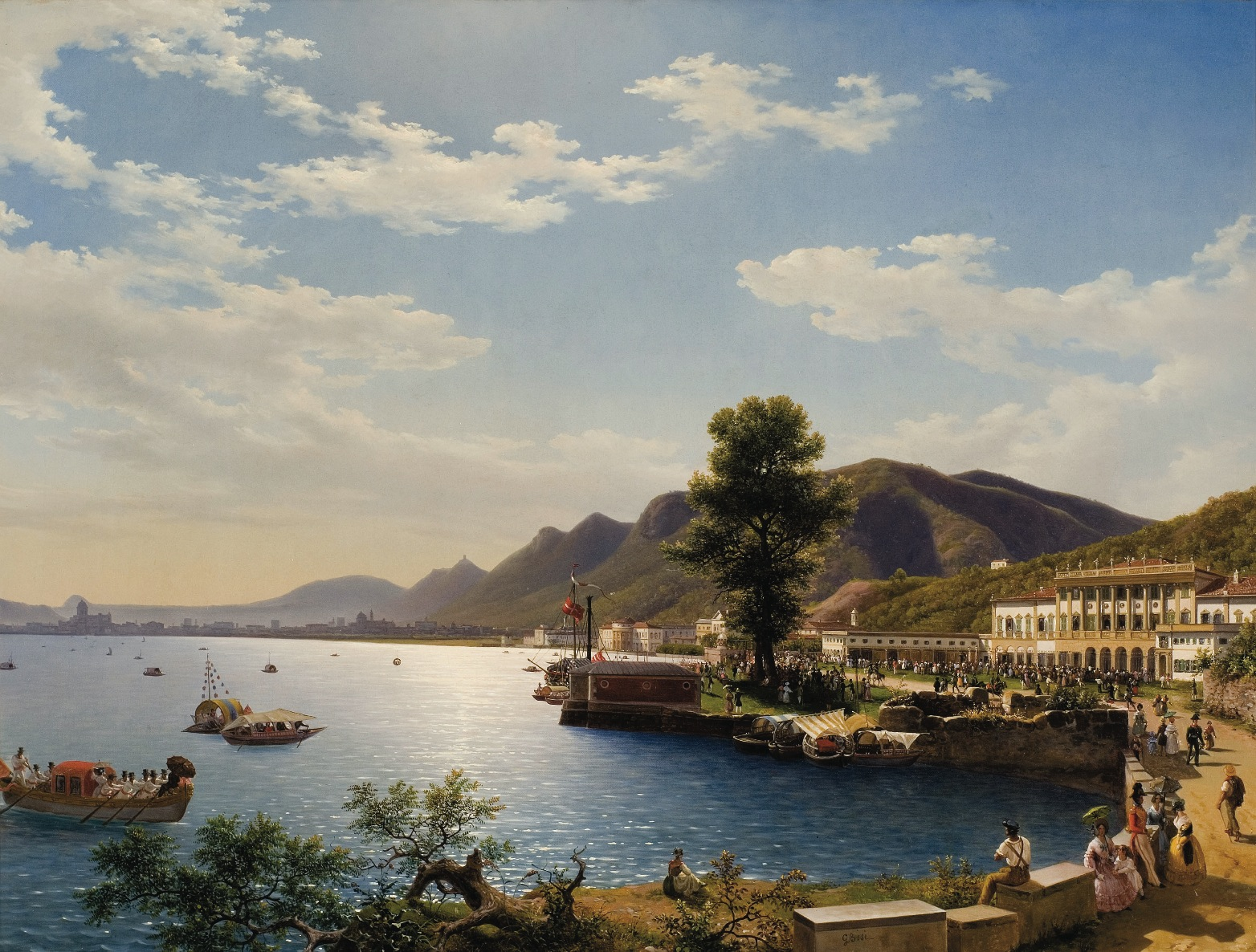
Villa Olmo in un dipinto di Giuseppe Bisi del 1838

Nel 1824, alla morte di Innocenzo Odescalchi, la dimora passò in eredità al pronipote, il marchese Giorgio Giuseppe Raimondi, il quale era figlio di Raffaele Raimondi e di Giuseppa Porro Carcano, figlia della sorella di Innocenzo, Maria Odescalchi, e del conte Giorgio Porro Carcano.
|                                                                              | |                                                                   |                                                                   |
|                                                                              | ODESCALCHI DI FINO MORNASCO Francesco Galeazzo, I marchese di Fino Mornasco †1766 Maria Caterina Besozzi |                                                                   |                                                                   |
|                                                                              | |                                                                   |                                                                   |
|                                                                              | |                                                                   |                                                                   |
| Maria *1752 †1778 Giorgio Porro Carcano, marchese di Asnago                  | Maria *1752 †1778 Giorgio Porro Carcano, marchese di Asnago                                              | 1 Innocenzo, II marchese di Fino Mornasco *1754 †1824 Senza eredi | 1 Innocenzo, II marchese di Fino Mornasco *1754 †1824 Senza eredi |
|                                                                              | |                                                                   |                                                                   |
|                                                                              | |                                                                   |                                                                   |
| 2 Giuseppa *1769 †1833 Raffaele Raimondi, II marchese Raimondi               | |                                                                   |                                                                   |
|                                                                              | |                                                                   |                                                                   |
|                                                                              | |                                                                   |                                                                   |
| RAIMONDI 3 Giorgio Giuseppe, III marchese Raimondi *1801 1882 Livia Giannoni | |                                                                   |                                                                   |

Il nuovo proprietario avviò da subito una serie di lavori di ristrutturazione del complesso, in particolare sul piazzale antistante la villa e nella darsena, realizzata su progetto di Luigi Canonica nel luogo laddove un tempo si trovava il lazzaretto.
Malgrado la novella estrazione della nobiltà dei Raimondi, la famiglia non mancò di rendere onore alla splendida struttura ereditata con splendide visite dei principali personaggi di spicco dell'epoca, attirati dal piacevole clima del lago e dallo splendore della dimora che offriva comodità e relax a pochi chilometri da Milano. Per tre volte il marchese ospitò la visita degli imperatori d'Austria, Francesco II nel 1816 e nel 1826 e Ferdinando I nel 1838, accolti con grandi onori anche per la presenza, nel loro corteo, del principe Klemens von Metternich e del feldmaresciallo Josef Radetzky. Nel 1835 venne ospitata Maria Cristina di Savoia, regina delle Due Sicilie (poi beata), e Maria Teresa d'Asburgo-Lorena, regina di Sardegna.
Il marchese Giorgio Raimondi ebbe un ruolo rilevante nel sovvenzionare Giuseppe Mazzini sin dal 1833 e successivamente ebbe parte attiva nelle insurrezioni del 1848-49 a Milano. Per questo motivo venne esiliato in Svizzera, nel Canton Ticino, e la villa venne requisita dal governo austriaco, convertita in caserma e in parte spogliata di ciò che conteneva.
Nel 1859 vi soggiornò anche Giuseppe Garibaldi, che durante un ricevimento tenutosi a Villa Olmo si innamorò di Giuseppina Raimondi, figlia del marchese; l'amore tra i due portò a un burrascoso matrimonio, terminato poco dopo la celebrazione a causa di un ripudio da parte di Garibaldi per presunta infedeltà della fresca consorte.

### I duchi Visconti di Modrone

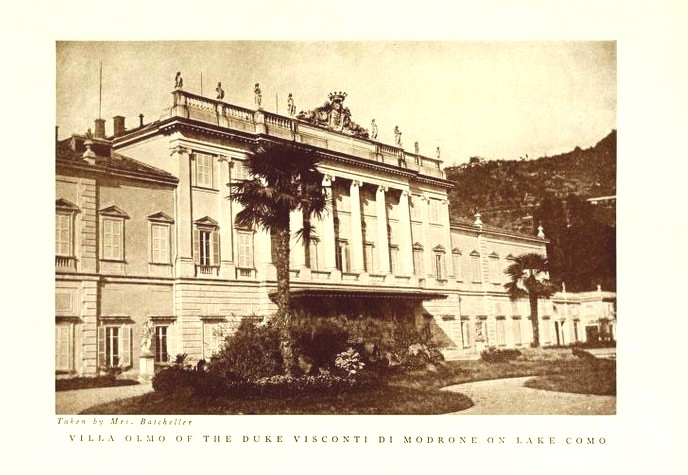
La facciata di Villa Olmo nel 1911

Nel 1883 la villa venne ceduta al duca Guido Visconti di Modrone che si dedicò attivamente quanto i suoi predecessori per dare nuovo risalto alla villa. 
Questi affidò all'architetto milanese Emilio Alemagna la ricostruzione delle scuderie in stile neoclassico per mantenerle in stile col resto del complesso, dando anche ampio risalto al giardino, la cui visuale era ostacolata dalla presenza di un portico e di alcune ali sporgenti che vennero abbattute per lasciare spazio alla veduta. Nel giardino venne installata una fontana, opera di Gerolamo Oldofredi (1840-1905). Vennero aperte anche due balconate panoramiche e venne risistemato completamente il parco, con la costruzione anche di un piccolo tempietto, sempre di stile neoclassico. I lavori di ristrutturazione coinvolsero anche la darsena. All'interno della villa, venne demolito il soffitto dell'atrio d'ingresso, vennero rifatti gli stucchi del piano terreno e venne ricavato lo spazio per un piccolo teatro da 90 posti, inaugurato nel 1887 e collocato in una sala afrescata da Ernesto Fontana. A quest'ultimo artista si devono anche le pitture che ornano sala dei Visconti di Modrone. La ristrutturazione comportò il rimaneggiamento della Cappella Odescalchi, che venne tagliata per realizzare la tromba di un ascensore. La Cappella, che presenta decorazioni di Giocondo Albertolli, venne ripristinata durante una ristrutturazione avvenuta negli anni Sessanta del Novecento, circa trent'anni dopo che l'ascensore era stato eliminato.
Altri interventi commissionati e realizzati interessarono la facciata, in particolar modo il timpano ionico che venne arricchito dal blasone visconteo, sostenuto da putti e sormontato dalla corona ducale, sostituendo una targa su pietra che in precedenza riportava il nome della villa "OLMO".

### Il Comune di Como
Tra il 1924 e il 1925 il complesso della villa venne acquisito dal Comune di Como, che nel 1927 vi ospitò l'Esposizione Internazionale per il centenario della morte di Alessandro Volta, allestendo un'area espositiva di 12000 m2 dedicata alle innovazioni nei campi tecnologici dell'industria idroelettrica, delle telecomunicazioni e dell'industria serica. 
In seguito, presso Villa Olmo si tennero numerosi congressi, spettacoli, mostre d'arte (tra le quali una su Bernardino Luini e, nel 1959, sul neoclassicismo lombardo). 
Nel 1949 venne ospitata una grandiosa mostra dal titolo "Elettricità applicata" per celebrare il 150º anniversario della pila di Volta.
Sia negli anni 1960 sia nel 2015, durante alcuni lavori di ristrutturazione del complesso, sono emersi resti di mura romane che non si esclude possano essere una traccia dell'abitazione di quel Caninio Rufo menzionato da Plinio il Giovane.
Nel 1970 ospitò una puntata di Giochi senza frontiere. Dal 1982 è sede del Centro Volta, che vi organizza le sue manifestazioni internazionali.
Dal 2004 al 2015 la villa divenne nuovamente sede di grandi mostre di opere arte, prima di essere interessata da importanti lavori di restauro che coinvolsero tutto il complesso.

## I giardini

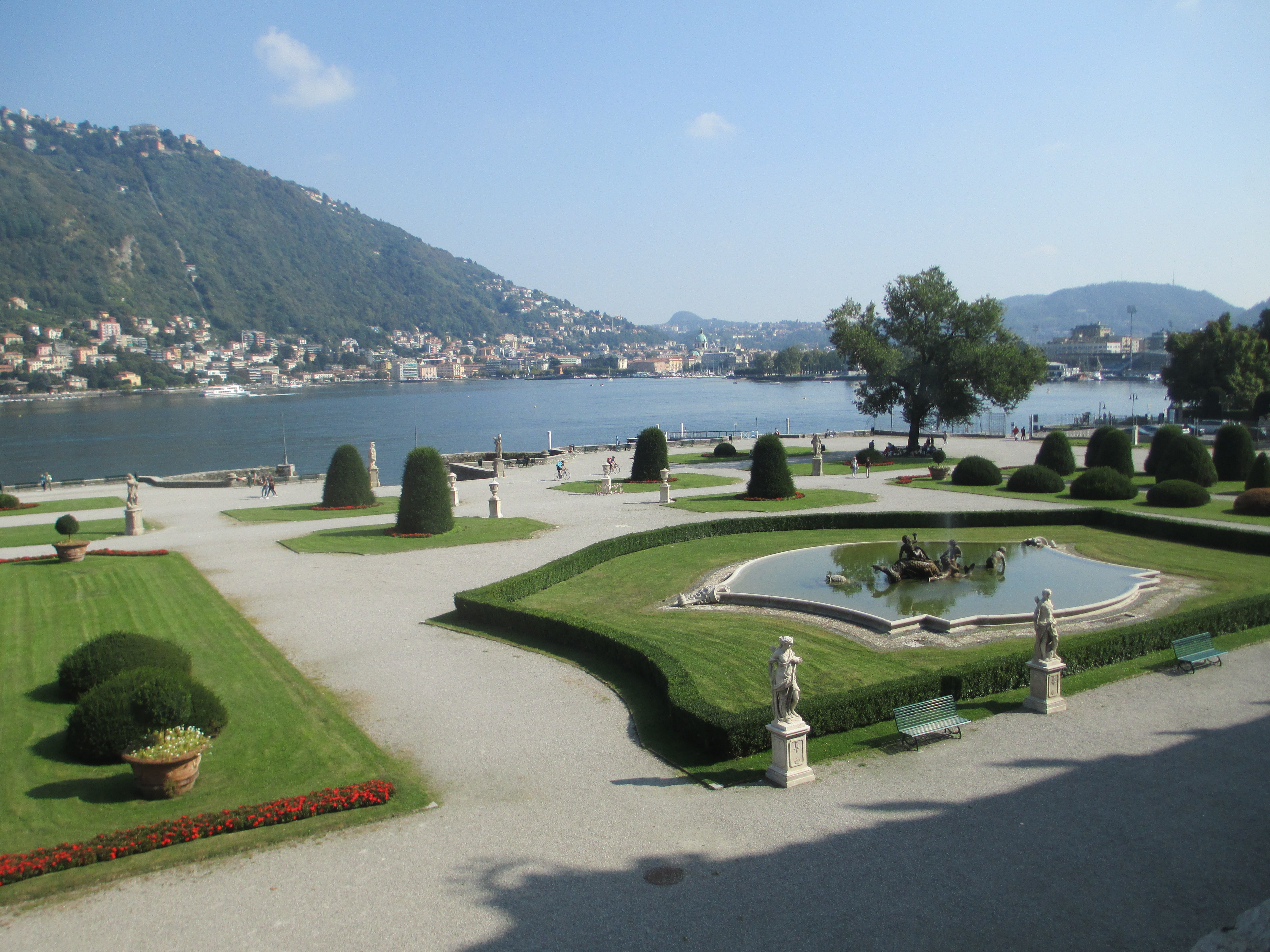
Il parco antistante Villa Olmo.

Il parco di villa Olmo è certamente uno dei più importanti dell'intera provincia di Como.
Sin dalle origini, il terreno si estende per quasi cinque ettari e comprende 780 alberi in tutti tra i quali alcuni esemplari dichiarati monumentali come un ippocastano di 26 metri, un cedro del Libano di 22,5 metri, un Liquidambar, una sequoia gigante ed un faggio rosso. Tra gli alberi più antichi del complesso sono ancora oggi presenti una coppia di ippocastani, uno piantato nel 1664 e l'altro nel 1716 e quindi precedenti all'edificazione della villa stessa. Nel parco sono presenti inoltre 460 tra arbusti e cespugli.
Al passo con lo sviluppo del complesso della villa, il parco venne costruito tra la fine del Settecento e l'inizio dell'Ottocento in stile inglese. Il progetto attuale del giardino risale però al 1829 quando venne rivisitato dall'architetto paesaggista Luigi Sada su commissione del marchese Raimondi, per quanto esso sia stato in parte compromesso dalla costruzione di una parte della Strada statale 340 Regina negli anni '60 del Novecento (fino ad allora, la strada per Cernobbio passava tra la villa e il lago), fatto che ha isolato di fatto il resto del complesso dalle serre ornamentali costruite nell'Ottocento. Nel 2012 le due aree sono state successivamente connesse tramite il "Ponte del Chilometro della conoscenza".
Il complesso del giardino è stato completamente ristrutturato nel 2016 dal comune di Como con il ripristino di alcuni parterres dell'area di fronte alla villa.
Nel parco fluisce la Roggia Valeria, che si getta nel lago in corrispondenza della porzione settentrionale della darsena.

## Curiosità
La villa è stata usata come ambientazione per le riprese di alcune scene del film Innamorato pazzo con Adriano Celentano, 1981.
Precedentemente, nel 1976, venne usata anche per il film La segretaria privata di mio padre.